# 响水河 (大梁子河)
响水河位于中国云南省文山壮族苗族自治州马关县中部，是大梁子河左岸支流，发源于大栗树乡以东倮洒村西北的银厂坡，蜿蜒向东流经大丫口水库、马白镇沙尾冲村、西布甸等地，至坡脚镇马夹冲村东南转南流，流经县城马白镇城区西郊，至花枝格村委会桐子园以东右纳南山河后进入中山峡谷，河流深切，水流湍急。干流在夹寒箐镇布都老寨村委会高石洞一带有一段伏流。干流南流至小坝子镇半坡村委会大梁子以北汇入大梁子河。河长53.6公里，落差1387.4公尺，流域面积568.2平方公里，年均径流量4.67亿立方公尺。水力资源理论蕴藏量10.44万千瓦，已建有6座梯级水电站。